# Гай Клавдий Нерон
Гай Кла́вдий Неро́н (лат. Gaius Claudius Nero; умер после 201 года до н. э.) — древнеримский военачальник и политический деятель из патрицианского рода Клавдиев Неронов, консул 207 года до н. э. Сделал военную карьеру во время Второй Пунической войны. В качестве легата воевал под командованием Марка Клавдия Марцелла, с полномочиями претора и пропретора участвовал в осаде Капуи (212—211 годы до н. э.). В дальнейшем возглавлял римские войска в Испании, но не смог разбить Гасдрубала Баркида, хотя однажды окружил его армию в ущелье.
Гай Клавдий был избран консулом на 207 год вместе со своим злейшим врагом Марком Ливием Салинатором. Задачей коллег стало помешать соединению Гасдрубала, попытавшегося прорваться в Италию, с его братом Ганнибалом. Нерон вначале сдерживал Ганнибала на юге Италии, но позже, узнав о планах противника, с частью своей армии присоединился к Марку Ливию, чтобы разгромить Гасдрубала. В битве при Метавре благодаря удару Гая Клавдия во фланг противнику армия младшего Баркида была разгромлена и почти полностью уничтожена, что имело важное значение для исхода всей войны.
Вершиной карьеры Гая Клавдия стала цензура 204 года до н. э., запомнившаяся современникам благодаря открытой вражде Нерона со своим коллегой Марком Ливием и введению налога на соль.

## Биография

### Происхождение
Гай Клавдий принадлежал к одному из самых знатных и влиятельных патрицианских родов Рима, имевшему сабинское происхождение. Первым носителем когномена Нерон стал дед Гая Клавдия, Тиберий, младший из сыновей Аппия Клавдия Цека. Отец Гая, тоже Тиберий, ничем себя не проявил. Двоюродным братом Гая Клавдия был Тиберий Клавдий Нерон, консул 202 года до н. э., известный своей попыткой отобрать у Публия Корнелия Сципиона командование в Африке на заключительном этапе Второй Пунической войны.
В несколько более далёком родстве Гай Клавдий состоял со старшей ветвью рода — Клавдиями Пульхрами. Консул 212 года до н. э. приходился ему двоюродным дядей.

### Начало карьеры
Гай Клавдий впервые упоминается в источниках в связи с событиями 218 года до н. э. Консулы предыдущего года, Луций Эмилий Павел и Марк Ливий Салинатор, были привлечены к суду по обвинению в присвоении добычи, захваченной в Иллирийской войне. Главным доказательством обвинения стали показания Нерона, причём у Тита Ливия о них говорится как о лжесвидетельстве; немецкий антиковед Ф. Мюнцер предположил, что Гай Клавдий был военным трибуном в армии Марка Ливия и, таким образом, участвовал в военных действиях в Иллирии в 219 году. Луций Эмилий с трудом оправдался, а Марк Ливий был осуждён и, выплатив штраф, удалился в изгнание. В результате Нерон стал его врагом на всю жизнь.
Карьера Гая Клавдия развернулась в годы Второй Пунической войны. В 214 году до н. э. Нерон был легатом в армии консула Марка Клавдия Марцелла, воевавшего с Ганнибалом в Кампании. Марцелл дал бой карфагенянам под городом Нола, а Гая Клавдия заблаговременно направил в обход, чтобы тот в решающий момент ударил врагу в тыл. Но легат по неизвестной причине задержался в пути и оказался на поле битвы только поздно вечером, когда карфагеняне уже отступили в свой лагерь.
В 212 году до н. э. Гай Клавдий стал претором. Сначала сенат направил его с двумя легионами в город Свессула в Кампании, позже Нерон присоединился к консулам Квинту Фульвию Флакку и Аппию Клавдию Пульхру, осаждавшим Капую — главного союзника Ганнибала в Италии. Гай Клавдий участвовал в этой осаде и в следующем году, уже с полномочиями пропретора.
После того, как Капуя пала, Нерона направили в Испанию. В этом регионе или в 212, или в 211 году до н. э. римские войска потерпели серьёзное поражение, причём погибли оба проконсула — братья Публий Корнелий Сципион и Гней Корнелий Сципион Кальв. Гай Клавдий должен был стать преемником Публия Корнелия. При этом исследователь Г. Самнер предполагает, что Нерону был предоставлен проконсульский империй. В Испанию отправились 6 тысяч пехотинцев и 300 всадников из состава двух легионов Нерона, а также 6 тысяч пехотинцев и 800 всадников из числа латинских союзников Рима. Высадившись в Тарраконе, Гай Клавдий принял под своё командование остатки армии Публия Корнелия Сципиона, которые временно возглавлял легат Тиберий Фонтей.
Нерону удалось сразу поставить в трудное положение одного из карфагенских военачальников, Гасдрубала Баркида, заперев его с армией в ущелье у Чёрных Камней, между городами Илитургис и Ментисса. Тому оставалось только использовать хитрость: Гасдрубал начал переговоры, обещая вывести все войска Карфагена из Испании, если его выпустят из ущелья. Нерон эту идею с радостью поддержал. В течение нескольких дней Гасдрубал затягивал переговоры по малейшему поводу, а по ночам его люди малыми тропами просачивались из лагеря. Гай Клавдий понял, что происходит, только когда все карфагеняне уже вышли из окружения; его погоня результатов не принесла.
Вскоре после этого инцидента власти Римской республики назначили новых военачальников для Испании. По одним данным, это были Публий Корнелий Сципион (в будущем Африканский) и Марк Юний Силан (именно последний стал непосредственным преемником Нерона), по другим — только Сципион. Гай Клавдий вернулся в Италию, и в 209 году до н. э. он упоминается как легат в армии Марка Клавдия Марцелла.
В 208 году до н. э. Гасдрубал двинулся в Италию на соединение с братом. Это означало наступление критического момента во всей войне, и поэтому Риму, как никогда ранее, были нужны опытные полководцы. В предыдущие годы погибли виднейшие военачальники — Марцелл, Тиберий Семпроний Гракх, Аппий Клавдий Пульхр, Тит Квинкций Криспин. Поэтому консулом на 207 год был выбран Гай Клавдий. Далее, согласно Титу Ливию, сенат озаботился необходимостью найти кандидата на второе консульское место — плебея и человека «разумного и осмотрительного», который бы сдерживал слишком пылкого по характеру Нерона. При дефиците опытных кадров оставался только один такой вариант — Марк Ливий Салинатор. Он и был избран, хотя долго отказывался от должности.
Ф. Мюнцер, изучая этот эпизод, обратил внимание на то, что на преторских выборах 208 года, проведённых сразу после избрания Салинатора и Нерона, впервые в истории победителями стали четверо плебеев. По мнению исследователя, это может указывать на происходившую в это время в Риме острую внутриполитическую борьбу, в ходе которой Марк Ливий мог победить на выборах по собственной инициативе и вопреки воле сената, тогда как Гай Клавдий оказался ставленником враждебной «партии».
Новые консулы не скрывали ненависти друг к другу. Сенат потребовал, чтобы они помирились и действовали против врага в полном согласии. Дальнейшие события показали, что Салинатор и Нерон смогли наладить сотрудничество, но их личные взаимоотношения остались прежними.

### Консульство

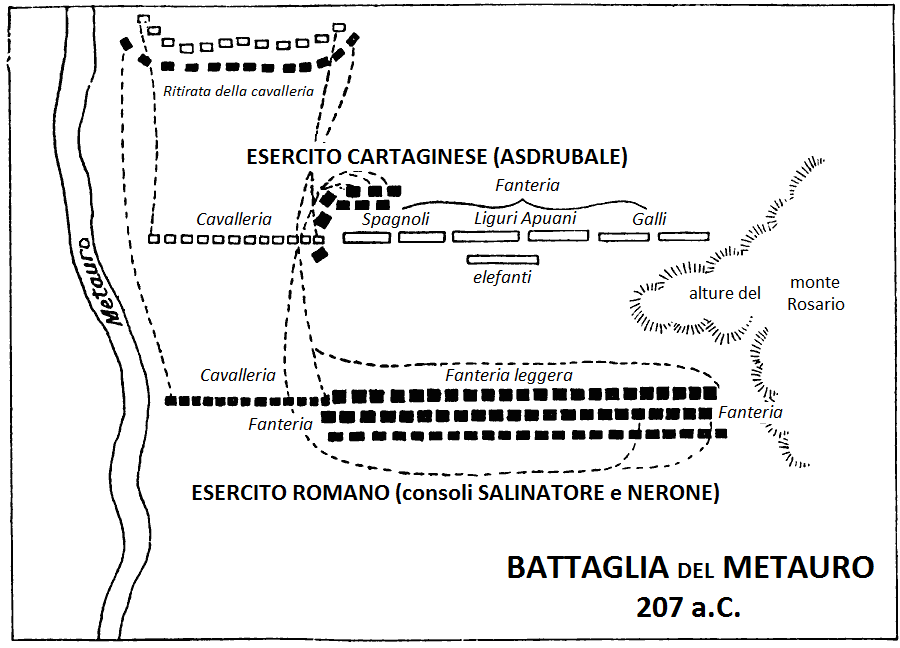
Битва при Метавре

По жребию Гаю Клавдию выпало сдерживать Ганнибала на юге Италии, тогда как Марк Ливий должен был встречать Гасдрубала в Цизальпийской Галлии. Оба консула столкнулись с серьёзными проблемами при наборе армий, поскольку количество граждан за десять лет войны сократилось вдвое — с 270 до 137 тысяч. Набрав, наконец, людей, Нерон двинулся в Луканию. Здесь у города Грумент он столкнулся с Ганнибалом. Произошёл ряд мелких стычек, причём римляне уклонялись от большого сражения: их задачей было только удержать Ганнибала на одном месте. Наконец, в одну из ночей консул спрятал за холмами несколько когорт, а утром вывел армию для полномасштабной битвы. В решающий момент военный трибун Тиберий Клавдий Азелл и префект союзников Публий Клавдий ударили Ганнибалу в тыл, и тот поспешил отступить, чтобы не оказаться отрезанным от собственного лагеря. Тит Ливий сообщает о 8 тысячах убитых со стороны карфагенян, но исследователь Е. Родионов предположил, что эти данные могут быть завышенными.
Через несколько дней Ганнибал увёл свою армию на север, в Апулию. Гай Клавдий последовал за ним и догнал врага у Венусии. В очередной схватке, не переросшей в большую битву, карфагеняне понесли серьёзные потери — до 2 тысяч убитыми. Ганнибал отступил на юг, к Метапонту, пополнил свою армию за счёт бруттиев, вернулся к Венусии, а потом перешёл к Канузию. Нерон всё это время следовал за ним.
Ситуацию резко изменила одна случайность. У Тарента римские фуражиры взяли в плен гонцов, направленных Гасдрубалом к брату. Из перехваченного письма Гай Клавдий узнал о том, каким маршрутом планирует двигаться на юг младший Баркид (вдоль адриатического побережья и далее в Умбрию), и понял, что это даёт ему уникальную возможность переломить ход кампании, а возможно, и всей войны. Нерон отправил письмо врага сенату вместе со своим, в котором он не просил у «отцов» разрешения, а только информировал их о том, что намерен сделать. Его план предполагал незаметную для Ганнибала переброску части сил на север для скорейшего уничтожения армии Гасдрубала. Сенаторам он советовал для защиты Рима отвести легион из Капуи и провести дополнительный воинский набор; в результате, по словам Тита Ливия, в городе воцарился такой же страх и смятение, как двумя годами ранее, когда на Рим шёл Ганнибал.
Затем Гай Клавдий взял 6 тысяч своих лучших пехотинцев и тысячу кавалеристов, ночью вывел их из лагеря и повёл большими переходами на север, на соединение с Марком Ливием. Сохранить свои планы в тайне ему не удалось, поскольку пришлось заранее начать заготовку провианта и фуража по всему маршруту. Население земель, через которые проходил отряд Нерона, очень тепло встречало воинов:

…Солдаты шли сквозь ряды мужчин и женщин, сбежавшихся с полей; их восхваляли, молились за них, приносили обеты; называли оплотом государства, заступниками Рима и римской державы; в их руках спасение и свобода и сограждан и потомков. Люди молили всех богов и богинь: да пошлют они войску благополучный путь, счастливое сражение, скорую победу над врагом, и клялись исполнить свои обеты. Сейчас в тревоге они провожают солдат; да выйдут с радостью они через несколько дней навстречу им, победителям. Каждый приглашал их к себе, просил взять именно у него то, что нужно для людей и животных, давалось от чистого сердца и в избытке.
— Тит Ливий. История Рима от основания города, XXVII, 45, 7-10.
К тому моменту, когда Нерон появился на севере Италии, Марк Ливий уже преграждал путь Гасдрубалу у Сены Галльской; две армии стояли на расстоянии пятисот шагов друг от друга. Гай Клавдий ночью встретился с коллегой, и совместно консулы решили объединить свои войска в тайне от противника. Люди Нерона расположились в лагере Салинатора; на совещании некоторые офицеры предложили дать легионерам несколько дней для отдыха, но Гай Клавдий настоял на том, чтобы дать сражение уже на следующий день: он стремился как можно скорее покончить с Гасдрубалом и вернуться в Апулию, пока Ганнибал не узнал о реальном положении дел.

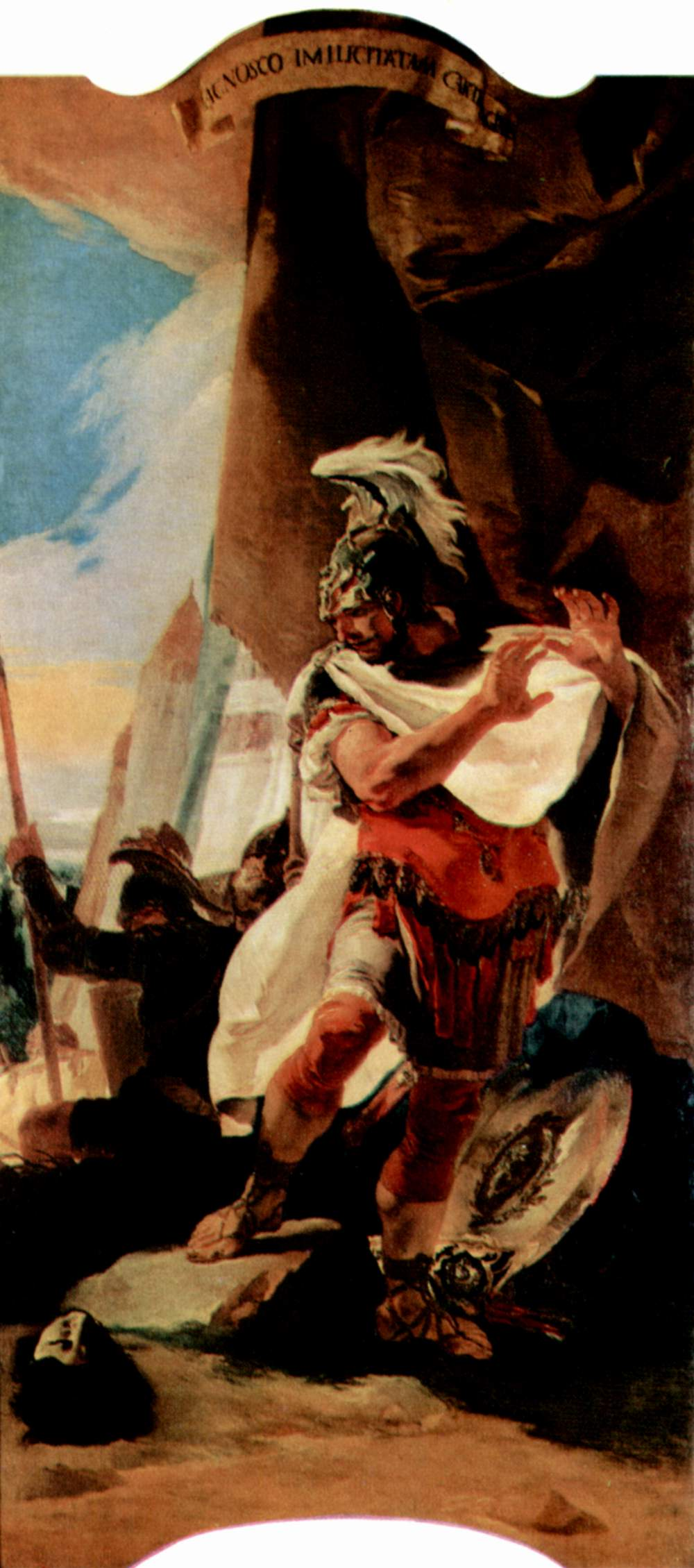
Джованни Баттиста Тьеполо. «Ганнибал рассматривает голову Гасдрубала»

Но карфагеняне, вышедшие было из лагеря, уклонились от битвы. Гасдрубал, разглядывая выстроившихся для боя римлян, заметил, что многие легионеры держат старые щиты, которых раньше не было, и что у некоторых всадников лошади явно истощены, как после долгого марша. Поэтому он вернул своё войско в лагерь и начал собирать дополнительную информацию через разведчиков. Последние выяснили, что у римлян сигналы боевых рожков подавались два раза, а не один, как раньше; это означало, что в лагере оба консула. Вероятно, взять пленных карфагенянам не удалось, поэтому они не знали, каким образом стало возможным прибытие на север Италии Нерона. Если верить Титу Ливию, Гасдрубал решил даже, что его брат уже разгромлен Гаем Клавдием.
Той же ночью Гасдрубал начал отступление. Но римлянам удалось его настигнуть и заставить принять бой, поскольку он лишился проводников и, не зная местность, шёл вдоль берега реки Метавр, оказавшейся очень извилистой. Нерон возглавил правый фланг, противостоявший галлам. Основная схватка развернулась на другом фланге, где Гасдрубал сам возглавил атаку самых боеспособных частей своей армии; Гаю Клавдию же мешал действовать против врага высокий холм. В конце концов он взял несколько когорт, провёл их по тылам римского боевого порядка и ударил иберам Гасдрубала во фланг и в тыл. Этот манёвр решил исход сражения: большая часть карфагенской армии была перебита, и её командующий тоже погиб.
Сразу после битвы Нерон двинулся обратно на юг. За шесть дней он дошёл до Канузия, у которого всё ещё стоял ни о чём не подозревавший Ганнибал. Гай Клавдий приказал бросить перед карфагенскими постами отрубленную голову Гасдрубала; согласно Ливию, узнав голову брата, Ганнибал воскликнул: «Узнаю злой рок Карфагена».
В конце лета сенат отозвал обоих консулов в Рим и предоставил им право на совместный триумф. Поскольку победа при Метавре была одержана в провинции Марка Ливия и под его ауспициями, Салинатор въехал в город на колеснице и в сопровождении армии, а Нерон был один и верхом. Тем не менее народ именно Гая Клавдия считал главным виновником победы.

### Цензура
В 204 году до н. э. Гай Клавдий стал цензором вместе со своим старым врагом и коллегой Марком Ливием Салинатором. Нерон и Салинатор установили строгий контроль за подрядами и ввели новый налог на добычу соли.
Дважды цензоры затевали, по выражению Тита Ливия, «безобразную перебранку». Во время переписи всадников выяснилось, что у самих Салинатора и Нерона есть государственные лошади. Тогда Гай Клавдий потребовал, чтобы Марк Ливий продал своего коня как осуждённый в своё время народом. Салинатор предъявил коллеге аналогичное требование — как лжесвидетелю и как человеку, примирившемуся с ним притворно. Когда же срок полномочий цензоров истекал, Нерон включил своего коллегу в число эрариев — граждан низшего разряда. Салинатор в ответ записал в эрарии не только Гая Клавдия, но и граждан всех римских триб, кроме Мециевой, поскольку они осудили невиновного и избрали осуждённого в консулы и цензоры. Народный трибун Гней Бебий Тамфил в связи с этими событиями попытался привлечь обоих цензоров к суду, но отступил перед запретом сената.
Последние известия источников о Гае Клавдии относятся к 201 году до н. э., когда сенат направил его с дипломатической миссией в Египет. Официальной его целью было сообщить союзному царю о победе Рима во Второй Пунической войне, а неофициальной — заручиться поддержкой Египта на случай новой войны с Македонией.

## Потомки
Во II веке до н. э. Клавдии Нероны не попадали в консульские фасты и вообще упоминались только изредка. Поэтому об их генеалогии в эту эпоху ничего не известно, в том числе и то, были ли они потомками Гая Клавдия.

## Оценки
В римской литературе придавали большое значение одному из событий, в которых участвовал Гай Клавдий, — разгрому Гасдрубала при Метавре. В определённом смысле, это сражение считалось реваншем за Канны. Тит Ливий и Орозий называют явно неправдоподобные цифры потерь карфагенской стороны (56 или 58 тысяч убитых и 5 400 пленных), а Ливий утверждает, что известие о гибели Гасдрубала и его армии заставило римских граждан благодарить богов так, будто война уже была окончена; жизнь в городе после битвы при Метавре явно вошла в мирное русло. Сам Ганнибал в одной из од Горация говорит:

              Гонцов мне гордых слать в Карфаген уже

                  Нельзя отныне: пали надежды все

                     С тех пор, как Гасдрубал сражен был, -

                        Имени нашего счастье пало.
— Гораций. Оды, IV, 4, 69-72.
Эту победу Гораций уверенно связывает с именем Гая Клавдия:

                  Обязан чем ты роду Неронов, Рим,

                  Тому свидетель берег Метавра, там

                     Разбит был Газдрубал в тот чудный

                     День, что рассеявши мрак, впервые

                  Победы сладкой Лацию радость дал,

                  С тех пор как, словно пламя в сухом бору,

                     Иль Евр над морем Сицилийским,

                        Мчался верхом Ганнибал чрез грады.
— Гораций. Оды, IV, 4, 37-44.
Во времена Тиберия считалось особенно примечательным, что этот правитель является одновременно потомком обоих победителей Гасдрубала.